# Дариен (провинция)
Дариен (на испански: Darién) е една от 10-те провинции на централноамериканската държава Панама. Намира се в източната част на страната. Столицата ѝ е град Ла Палма. Площта ѝ е 11 892 квадратни километра и има население от 57 818 души (по изчисления за юли 2020 г.).